# Kisshomaru Ueshiba
Kisshomaru Ueshiba (植芝 吉祥丸 em japonês; Ayabe, 27 de junho de 1921 – Tóquio, 4 de janeiro de 1999) foi o terceiro filho de Morihei Ueshiba, o fundador do aikido. Kisshomaru foi o Doshu sucedendo seu pai até o fim de sua vida em 1999.
Kisshomaru nasceu em Ayabe em 1921. Ele se formou na Universidade Waseda em economia.